# Callicera erratica
Callicera erratica är en tvåvingeart som först beskrevs av Walker 1849.  Callicera erratica ingår i släktet bronsblomflugor, och familjen blomflugor. Inga underarter finns listade i Catalogue of Life.